# Pietro Seni
Pietro Seni, né en 1841 à Rome (Italie) et mort en décembre 1909, est un ingénieur et joueur d'échecs italien.

## Biographie
En  1865, Pietro Seni fut vainqueur au Tournoi Social de Rome devant Ferrante et Sprega. Il remporta le Championnat d'échecs d'Italie à Rome en 1875 au premier Tournoi National, devant Maluta et Tonetti. Il se plaça avant-dernier à Rome en 1886 et cinquième à Rome en 1900.
C'était un fort joueur par correspondance : il gagna la première compétition d'Italie en 1902 et termina deuxième, derrière Ossip Bernstein, de la compétition internationale organisée par la revue italienne L'Italia Scacchistica en 1905.

## Source
- (br) Cet article est partiellement ou en totalité issu de l’article de Wikipédia en breton intitulé « Pietro Seni » (voir la liste des auteurs).